# Hiệp ước Bầu trời Mở

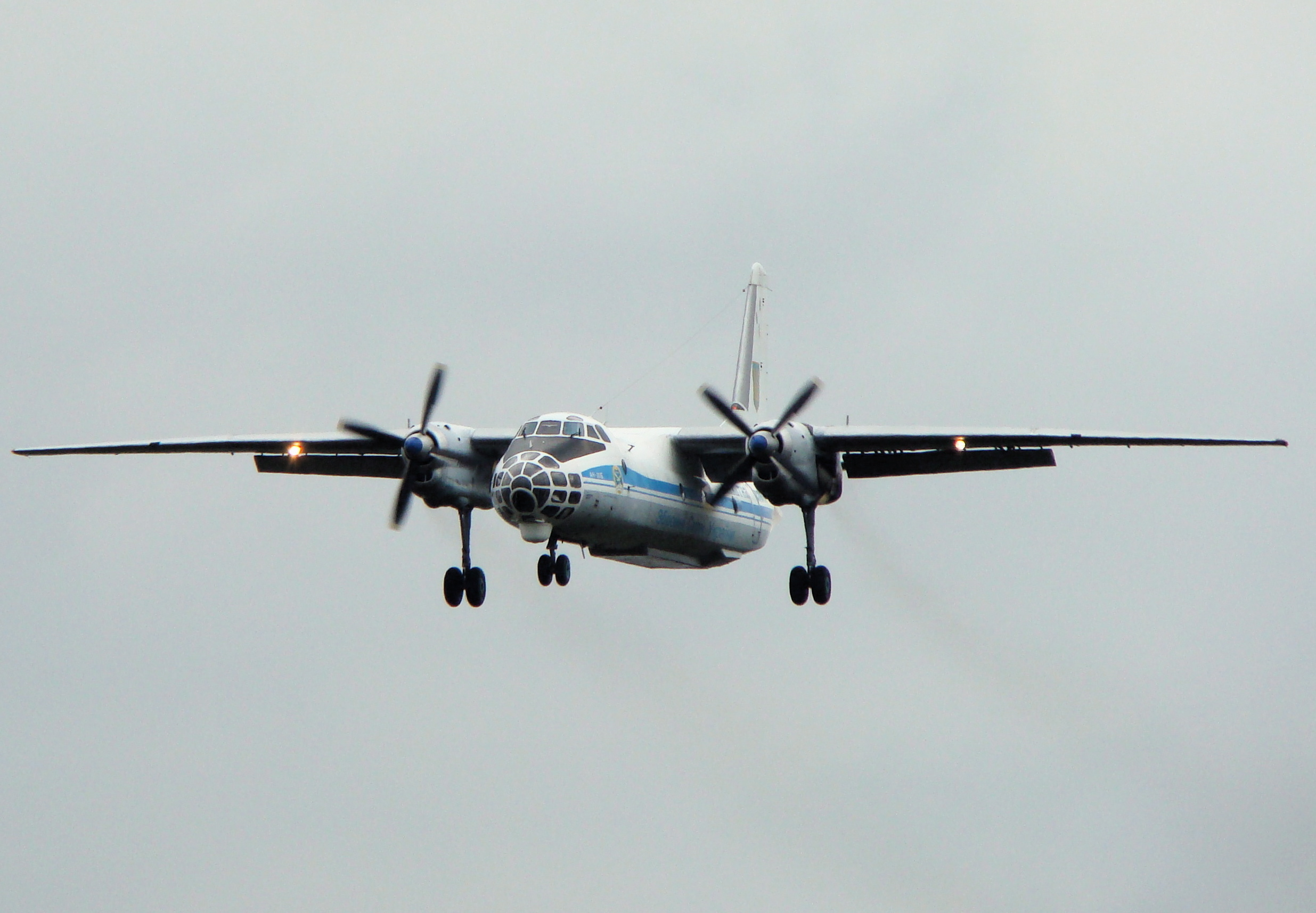
Máy bay giám sát Antonov An-30

Hiệp ước Bầu trời Mở (tiếng Anh: Treaty on Open Skies) là hiệp ước thiết lập chương trình thực hiện các chuyến bay giám sát trên không phi vũ trang trên toàn bộ lãnh thổ của các bên tham gia. Hiệp ước được thiết lập trên cơ sở tăng cường sự hiểu biết và tin tưởng lẫn nhau bằng cách trao cho tất cả các quốc gia thành viên, bất kể quy mô, vai trò trực tiếp trong việc thu thập thông tin về các lực lượng quân sự và các hoạt động mà họ quan tâm. Nó có hiệu lực từ ngày 1 tháng 1 năm 2002 và hiện có 34 quốc gia thành viên. Ý tưởng về việc cho phép các quốc gia giám sát lẫn nhau một cách công khai được cho là để ngăn chặn sự hiểu lầm và hạn chế căng thẳng leo thang. Nó cũng đưa ra trách nhiệm giải trình lẫn nhau để các quốc gia tuân theo các cam kết trong hiệp ước.
Khái niệm "giám sát trên không lẫn nhau" (mutual aerial observation) ban đầu được Tổng thống Hoa Kỳ Dwight D. Eisenhower đề xuất với Chủ tịch Hội đồng Bộ trưởng Liên Xô Nikolai Bulganin tại Hội nghị thượng đỉnh Genève năm 19955. Tuy nhiên, Liên Xô đã nhanh chóng bác bỏ khái niệm này và thuật ngữ đã im lìm trong vài năm. Hiệp ước cuối cùng đã được ký kết theo sáng kiến của Tổng thống Hoa Kỳ (và cựu Giám đốc Cơ quan Tình báo Trung ương) George H. W. Bush vào năm 1989. Thỏa thuận được các thành viên lúc bấy giờ của NATO và Khối Warszawa tham gia đàm phán, và được ký kết tại Helsinki, Phần Lan, vào ngày 24 tháng 3 năm 1992.
Ngày 22 tháng 11 năm 2020, Hoa Kỳ rút khỏi hiệp ước, và ngày 15 tháng 1 năm 2021, Nga cũng công bố ý định rút khỏi, với lý do Hoa Kỳ rút khỏi hiệp ước và các quốc gia thành viên không có khả năng đảm bảo rằng thông tin thu thập được sẽ không bị chia sẻ với Hoa Kỳ. Nga chính thức rút khỏi hiệp ước vào tháng 12 năm 2021.

## Thành viên
Có 32 quốc gia thành viên của Hiệp ước Bầu trời Mở, gồm: Belarus, Bỉ, Bosnia và Herzegovina, Bulgaria, Canada, Croatia, Séc, Đan Mạch (bao gồm cả Greenland), Estonia, Phần lan, Pháp, Gruzia, Đức, Hy Lạp, Hungary, Iceland, Ý, Latvia, Litva, Luxembourg, Hà Lan, Na Uy, Ba Lan, Bồ Đào Nha, România, Slovakia, Slovenia, Tây Ban Nha, Thụy Điển, Thổ Nhĩ Kỳ, Ukraina và Vương quốc Liên hiệp Anh và Bắc Ireland. Kyrgyzstan đã ký hiệp ước nhưng chưa phê chuẩn. Canada và Hungary là các bên giữ lưu chiểu của in hiệp ước để ghi nhận những đóng góp đặc biệt của họ đối với tiến trình Bầu trời Mở.
Hiệp ước Bầu trời Mở là một hiệp ước có vô thời hạn và sẵn sàng cho các quốc gia khác gia nhập. Các quốc gia hậu Xô viết chưa là quốc gia thành viên của hiệp ước có thể tham gia bất kỳ lúc nào. Các hoạt động liên quan của các quốc gia quan tâm khác phải tuân theo quyết định đồng thuận của Ủy ban Tư vấn về Bầu trời mở (OSCC). Tám quốc gia đã tham gia hiệp ước kể từ khi nó có hiệu lực vào năm 2002: Bosnia và Herzegovina, Croatia, Estonia, Phần Lan, Latvia, Litva, Slovenia và Thụy Điển.

## Ủy ban Tư vấn về Bầu trời mở
Ủy ban Tư vấn về Bầu trời mở (tiếng Anh: Open Skies Consultative Commission) là cơ quan thi hành Hiệp ước Bầu trời Mở. Ủy ban bao gồm các đại diện từ các quốc gia tham gia hiệp ước và họp hàng tháng tại trụ sở Viên của Tổ chức An ninh và Hợp tác châu Âu (OSCE).